# August Huck

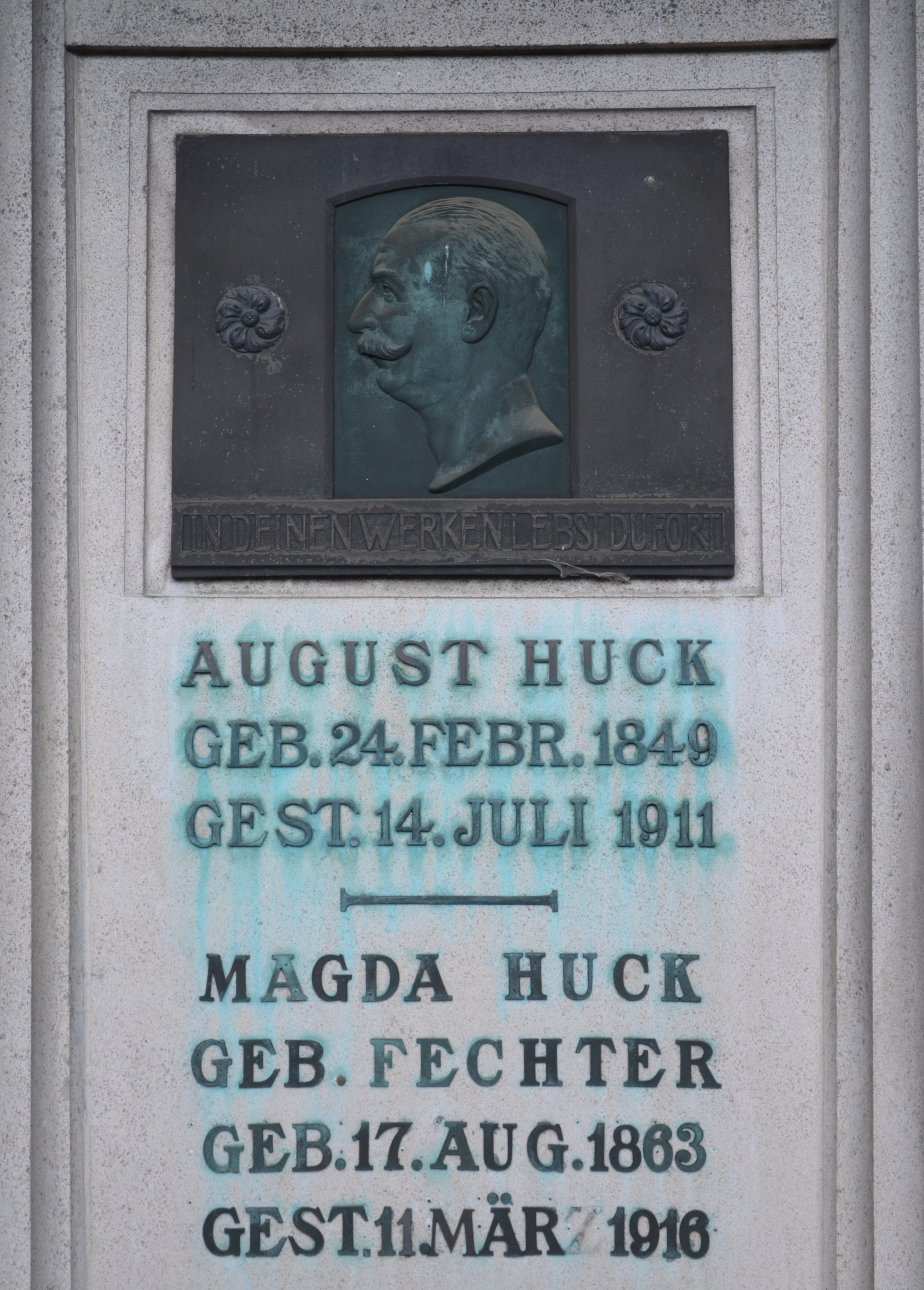
Grab mit Bild

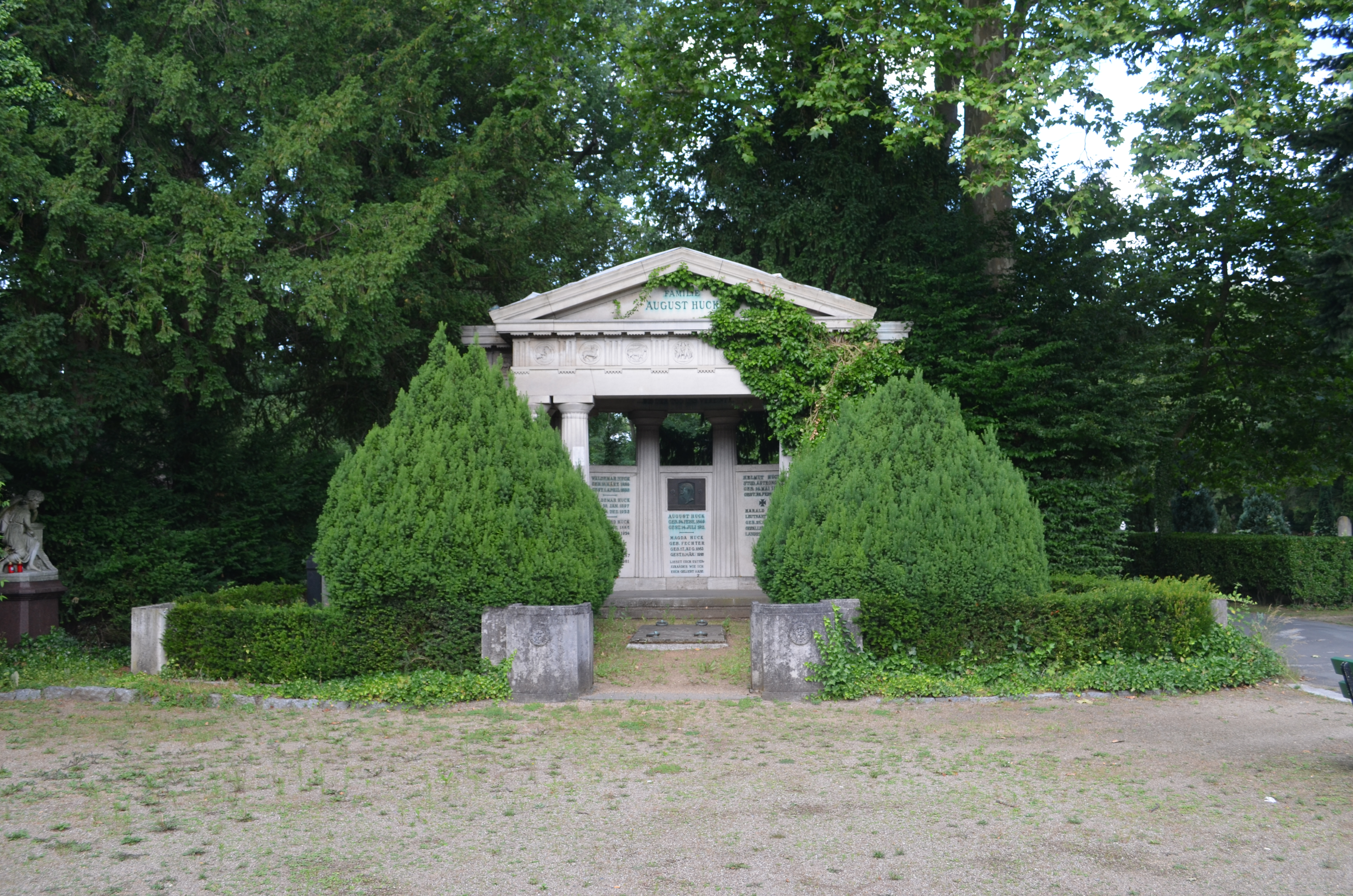
Grab

August Huck (* 24. Februar 1849 in Offenbach am Main; † 14. Juli 1911 in Blankenberge, Belgien) war ein deutscher Verleger.

## Leben
August Huck war der Sohn des Inhabers einer Schriftgießerei und Maschinenbaugesellschaft in Offenbach, Joh. Michael Huck (1809–1864). Die Mutter, Katharina (1811–1884) war die Tochter des Landwirts Joh. Philipp Grölz und dessen Ehefrau Anna Clara geborene Scondo. Huck heiratete 1883 in Breslau Magdalene (1863–1916), die Tochter des Schiffbaumeisters Carl Gustav Fechter und dessen Ehefrau Adelheid Clara Agnes Milde. Das Ehepaar hatte sechs gemeinsame Söhne darunter Wolfgang Huck.
August Huck wandelte 1888 die väterliche Firma in eine Aktiengesellschaft um und wurde Zeitungsverleger in Frankfurt am Main. 1887 gründete er den Nürnberger Generalanzeiger, die spätere Nürnberger Zeitung, die er in den 1890er Jahren an Erich Spandel verkaufte. 1888 war er Gründer des Breslauer Generalanzeigers (seit 1917 Breslauer Neueste Nachrichten), der eine für damals sehr hohe Auflage von 160.000 Exemplaren erreichte. Daneben war er Gründer der Dresdner Neuesten Nachrichten, der Münchner Zeitung, der Bayerischen Zeitung, der  Württemberger Zeitung und der Kasseler Neuesten Nachrichten. 1902 kaufte er die Stettiner Neuesten Nachrichten und gründete zusammen mit Ferdinand Koch die Stettiner Abendpost. 1906 erwarb er die Leipziger Abendzeitung, die später den Titel der im 17. Jahrhundert gegründeten Leipziger Zeitung annahm, und 1910 den Generalanzeiger für Halle und den Saale-Kreis (woraus die Halleschen Nachrichten wurden). Er war auch Eigentümer einer Reihe von Schriftgießereien, von Setzmaschinen- und Papierfabriken, die die Produktion der Zeitungen vornahm. Er vertrat gemäßigt liberale Positionen und gab den Verlegern oder Chefredakteuren völlige Freiheit in der Richtung ihrer Blätter.
Huck war der Hauptfinanzier der Reinhardtschen Bühnen.
Er ist auf dem Alten Friedhof Offenbach begraben. Das repräsentative Grabdenkmal prägt den Platz am Haupteingang des Friedhofs auf der linken Seite.